# Station Dorst
Station Dorst is een voormalige stopplaats in Dorst aan Lijn E, de spoorlijn van Breda naar Eindhoven.
De stopplaats van Dorst was zo klein, dat het niet echt een station mag heten. Men spreekt daarom ook van stopplaats Dorst. Op de stopplaats was geen wachtruimte aanwezig, alleen een kleine blokpost waar kaarten werden verkocht.
De stopplaats is in 1908 geopend. Op 15 mei 1930 werd de stopplaats weer opgeheven.